# Rezső körút
A brassói Rezső körút (románul: Bulevardul Eroilor, németül: Rudolfsring) egy sugárút a történelmi központ északi és északkeleti határán. A bécsi Ringhez hasonlóan (és az által ihletve) a lebontott várfalak helyén hozták létre a 19. században, hogy itt építsék fel a város új, monumentális középületeit, intézményeit, iskoláit. Tervezője Peter Bartesch építész volt. A szó szoros értelmében nem körút, ugyanis nem alkot ívet a belváros körül: viszonylag egyenes, keleti részén Y alakban kettéágazó sugárút. Nyugati végét Postarétnek nevezik, mivel egykoron itt volt a postakocsik, futárok lovainak legelője.
Nagyvárosi hangulatú út, elkészültétől máig Brassó egyik legfontosabb közterülete. Teofil Mihăilescu műépítész szerint „Ha valami mérheti Brassó változásait és belépését a modern korszakba, akkor az itt van, egy műemlék-város ál-főutcáján, ami elindul egy erdőből és fokozatosan feloldódik a házak erdejében. Ez nem egy Ring. Hanem egy ál-Ring. De a mienk és a mi Brassónk életéről szól.”

## Elnevezése
Létrehozásakor Rudolf főhercegről (1858–1889), Ferenc József egyetlen fiáról nevezték el, akit a magyarok Rezső királyfinak neveztek. A román hatalomátvétel után Bulevardul Regele Ferdinand lett, 1948–1964 között Bulevardul I. V. Stalin, egy rövid ideig Bulevardul Carpați (Kárpátok sugárút), majd 1989-ig Bulevardul Gheorghe Gheorghiu-Dej. A kommunizmus bukása után hivatalos román neve Bulevardul Eroilor lett, azaz Hősök sugárútja, az 1989-es romániai forradalom hőseinek, áldozatainak tiszteletére.

## Története
Fél évezreden keresztül – a 14. század végétől az 1880-as évekig – itt húzódott a brassói városerőd északkeleti fala, amelynek nyomvonalát annak idején úgy határozták meg, hogy a kialakuló város középkori kolostorai, kórháza, kápolnái még éppen a falakon belül essenek. Az évszázadok során többször megerősítették, az erőd fénykorában három bástya és három kapubástya által védett hármas-négyes várfal állt itt, előtte sánc- és tórendszerrel.
A 18. századtól a városerőd már nem nyújtott számottevő védelmi szerepet, és a 19. század közepén megkezdődött egyes részeinek lebontása. Ami az északkeleti várfalat illeti, először a fal előtti sáncokat, árkokat, tavakat csapolták le és töltötték fel, a helyet pedig vásártérként, rakodóhelyként, katonai gyakorlótérként kezdték használni. A Kolostor utcai kapu és a Kapu utcai kapu közötti teret már a 19. század elején hársfákkal ültették be, és sétányként használták (Alsó sétatér, Untere Promenade). 1881-ben Peter Bartesch városi főépítész tervet készített a terület rendszerezésére és parcellázására, feltehetően a bécsi Ring által ihletve. A következő években lebontották a falakat és bástyákat, a 15 méter széles Rudolfsring, azaz Rezső körút pedig 1888-ban nyerte el formáját.
A sugárút mentén adták át Brassó új középületeit: 1885-ben felépült a Nyugdíjpénztár, 1889-ben a Főreáliskola, 1891-ben a Kereskedelmi Akadémia, 1897-ben az elemi iskola, 1898-ban a Pénzügyi palota, 1902-ben az Igazságügyi palota és az Iparosegylet új épülete, 1906-ban a Postapalota. Ezek mellett villák is megjelentek (Kertsch, Schuller, Maurer, Baiulescu házai) és itt épült fel 1892-ben a magyar református templom is. Nyugati végénél, az egykori Postarét területén létesült a Rezső-park (Rudolfspark), amelynek helyén később felépült a Román Hadsereg háza. Bár az eklektikus stílusú, nagyvárosi hangulatú épületek építészetileg igen értékesek, nem nyerték el a konzervatív szász közösség tetszését: Erich Jekelius egyenesen építészeti kulturálatlanságról beszélt, a Pénzügyi palotát és a Postapalotát pedig ocsmánynak tartotta.
A román hatalomátvétel után a legtöbb középület rendeltetése megváltozott, emellett újakat is emeltek: 1928-ban elkészült a Kereskedelmi és Iparkamara székhelye, 1939-ben az Aro Palace szálloda és a Telefonpalota, 1946-ban a Hadsereg háza. Az 1930-as években az út északi oldalán létrehozták a Titulescu parkot, 1939-ben teljes hosszában leaszfaltozták és a Kapu utcai kereszteződésnél található téren megépítették Brassó első körforgalmát. 1951–1962 között ezen a téren, az Igazságügyi palota előtt hatalmas Sztálin-szobor állt (a várost az 1950-es években Orașul Stalin-nak, azaz Sztálinvárosnak hívták). 1962-ben megszüntették a körforgalmat, a Rezső körúthoz pedig hozzácsatolták az egykori Kút utca elejét – ekkor nyerte el a sugárút mai, Y alakú nyomvonalát. Városrendezés címén 1962-ben lebontották a Schuller-villát, 1963-ban a magyar református templomot, 1970-ben a Kertsch-villát; helyükön modern, sokemeletes épületeket emeltek. 1987-ben megsemmisítették az út északi oldalán elhelyezkedő 17. századi katolikus temetőt, helyette parkot hoztak létre.
1990 után egyirányúvá tették, újraaszfaltozták, járdáit és zöldövezeteit korszerűsítették, a Kolostor utcai kereszteződésnél új körforgalmat létesítettek. Az 1989-es forradalom emlékére létrehozták a Forradalom hőseinek temetőjét és két emlékművet.

## Leírása

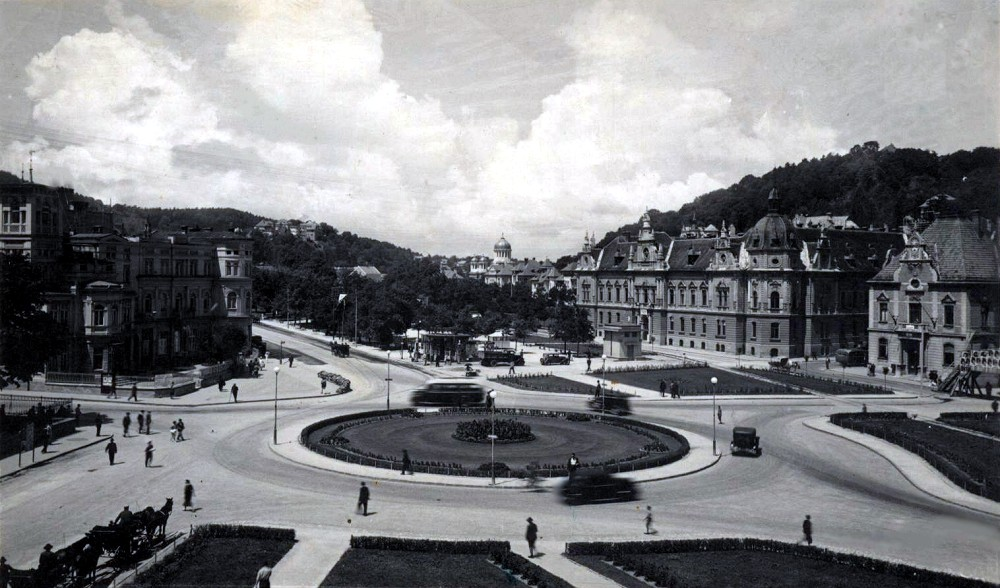
Az 1940-es években

Háromsávos, egyirányú sugárút. A Postaréttől a Kapu utcai kereszteződésig 400 méter, itt kettéágazik: délkelet felé egy 200 méteres szakaszban folytatódik a Fekete utcáig, kelet felé egy 300 méteres szakaszban a Színház térig (az előbbi az egykori várfalakat követi és eredetileg is a Rezső körúthoz tartozott; az utóbbi korábban a Kút utca része volt). Déli oldalán a történelmi központ utcái ágaznak el belőle: a Kolostor utca (Strada Mureșenilor, Klostergasse), a Barátok utcája (Strada Mihail Sadoveanu, Goldschmiedgasse), a Kapu utca (Strada Republicii, Purzengasse), a Kórház utca (Strada Postăvarului, Spitalsgasse) és a Fekete utca (Strada Nicolae Bălcescu, Schwarzgasse). Tengerszint feletti magassága 580 méter.
Az alábbi listában a házszámok a jelenlegi számozást jelölik, keletről nyugat felé.

### Déli oldal
- 5. Igazságügyi palota. Tervét már 1885-ben felvetették, de építésére csak 1900-ban kért engedélyt Georg von Weer, a királyi törvényszék helyi elnöke. A francia eklektika stílusában épült 1901 és 1902 között, Kiss István tervei alapján. A román hatalomátvétel után is megtartotta eredeti rendeltetését, itt működött a törvényszék, a járásbíróság és a fellebbviteli bíróság. 1970 és 1989 között a kommunista párt székházaként szolgált. Ma a megyei közigazgatásnak és egyéb szervezeteknek ad helyet.[10][11]
- 7. Egykori állami elemi iskola, 1897-ben épült klasszicista stílusban. Északi (a körútra néző) szárnyában tanultak a lányok, a déliben a fiúk; a két szárnyat egy tornaterem kötötte össze. Az első világháború alatt hadikórházat és fogolytábort rendeztek be benne, a román hatalomátvétel után pedig román tannyelvű leányiskola lett Principesa Elena néven. 1934-ben északi szárnyát egy emelettel magasították. A második világháború alatt ismét hadikórház volt, később Unirea néven koedulált középiskolává vált.[12][13]
- 9. Egykori Magyar Kereskedelmi Akadémia, 1891–1892 között épült klasszicista stílusban. 1950-től a Transilvania Egyetem „N” szárnya (gépészmérnöki, közlekedéstudományi karok). 1949-ben, illetve 1964-ben két modern stílusú szárnyat építettek hozzá.[12]
- 17. Itt épült fel 1887–1899 között a Kertsch-villa, Christian Kertsch városi mérnök háza. Aszimmetrikus, merész formája és eklektikus stílusa az utca és a város meghatározó épületévé tette. Az évek során szolgált lakóházként, szállodaként, irodák és intézmények székhelyeként. Az 1904-es és 1916-os földrengések, majd az 1944-es amerikai bombázás megrongálta; fennmaradt részét 1970-ben lebontották, és itt építették fel a Modarom üzletházat és a Capitol szállót.[10]
- 19. Itt állt a Maurer-villa, Maurer bankigazgató háza; helyére épült a Capitol szálló.[14]
- 21. A Szász Iparosegylet székháza. Jelenlegi neobarokk formáját 1902-ben nyerte el, az évek során számos összejövetelnek, kiállításnak, és fontos közéleti eseménynek adott helyet. 1970-től itt van a helyi Szépművészeti Múzeum és a Néprajzi Múzeum.[15]

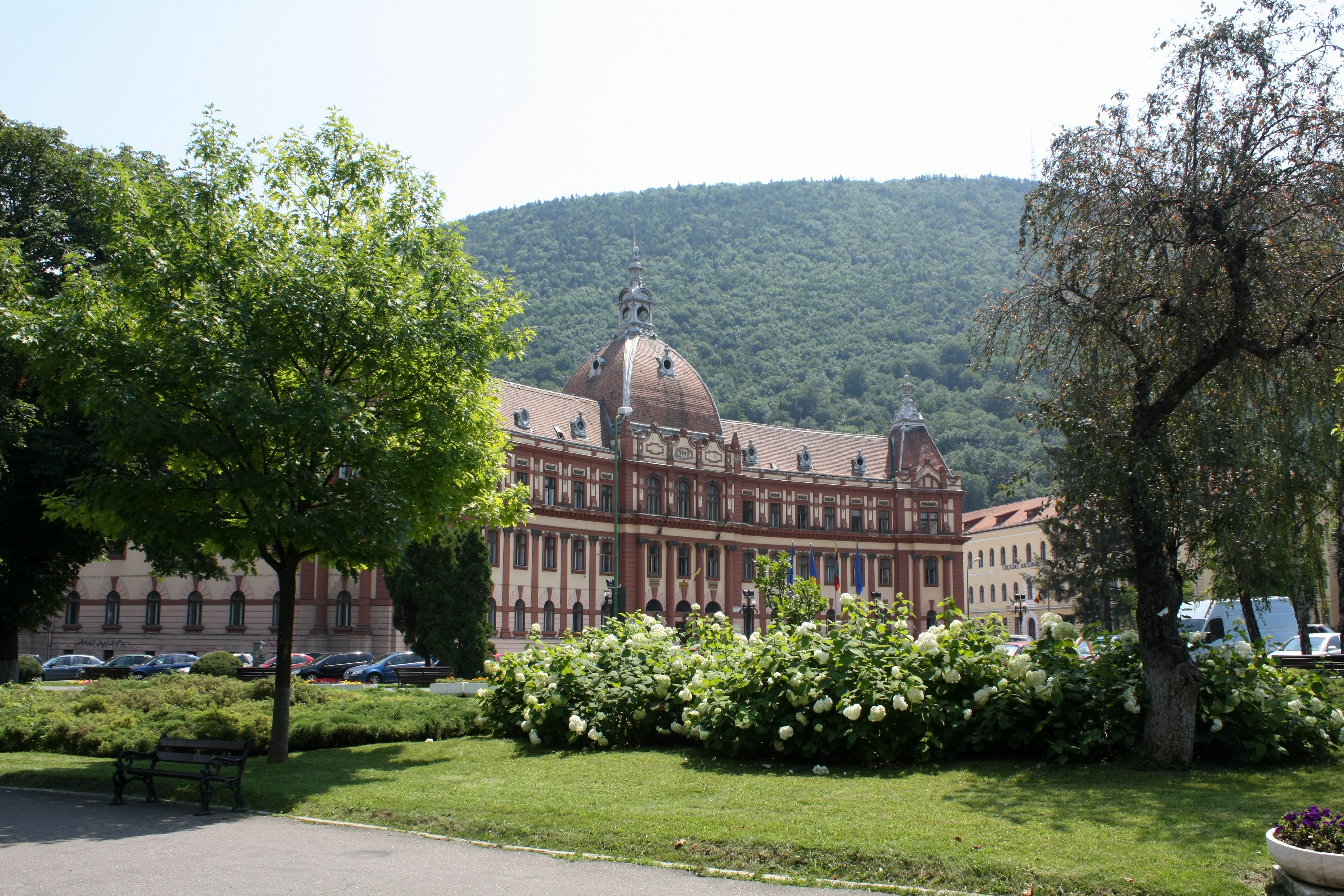
Az Igazságügyi palota

- 23. Itt volt az egykori Schuller-villa, Schuller gyógyszerész 1889-ben épült díszes, eklektikus stílusú háza, mögötte nagyméretű kerttel. 1939-ben mögötte, a kert helyén építették fel a Telefonpalotát (Palatul Telefoanelor), majd ennek 1962-es kibővítésekor lebontották a villát.[10]
- 25. A Brassói Főreáliskola számára 1888–1889-ben emelt iskolaépület. A román hatalomátvétel után a Főreált összevonták egy négyosztályos román gimnáziummal Ioan Meșotă reállíceum néven, tanítási nyelve a román lett. Az épület a világháborúk alatt hadikórházként szolgált, 1948-ban a Transilvania Egyetem vette át (irodalom, jog és szociológia, erdőmérnöki karok).[13]
- A Főreáltól nyugatra állt a Református templom díszes, eklektikus épülete, „a város egyik ékessége”. 1892-ben adták át, mellette paplak és elemi iskola is létesült. 1963-ban a román kommunista városvezetés leromboltatta, helyette egy félreeső tornatermet jelöltek ki a gyülekezet számára.[16]
- 27. Aro Palace szálló, 12 emeletes, kubista stílusú épület, 1939-es átadásakor a város legmodernebb szállodája volt. 1963-ban egy új szárnnyal bővítették. A kommunizmus alatt Hotel Carpați, majd visszakapta eredeti nevét. Ma is szállodaként működik.[17]
- A Kolostor utca sarkán áll a Wilhelm Czell-palota, 1901-ben épült Albert Schuller mérnök tervei alapján neobarokk és art nouveau stílusban.[18]
- 29. Az egykori Nyugdíjpénztár épülete, Peter Bartesch által tervezett U alakú, háromszintes palota. 1884–1885 között épült, ez volt a legelső épület, melyet az északkeleti erődítmények helyén emeltek. Az 1844-ben alapított Nyugdíjpénztáron kívül helyet kapott benne a postahivatal és a megyei közigazgatás, de étterem és lakrészek is voltak benne. A román hatalomátvétel után a prefektúra majd a néptanács használta, 1969-től pedig a Transilvania Egyetem rektorátusa. Neoreneszánsz homlokzatát nagyméretű sgraffitok díszítik.[10]
- 33. Baiulescu-ház, 1888-ban épült Gheorghe Baiulescu orvos számára neoreneszánsz stílusban, Peter Bartesch tervei alapján. A házat a Baiulescu-család a városnak adományozta, egy ideig magasrangú tisztviselők lakásaként, majd az Agrárkamara székhelyeként szolgált, 1929-ben pedig az ASTRA egyesületé lett. A kommunista államosítás után könyvtárat rendeztek benne, és a mai napig megőrizte ezt a rendeltetését.[19]
- 35. A megyei könyvtár épülete. A 20. század elején itt egy katonai temető, egy katonaszobor (Vashonvéd, a román átvétel után Statuia Dorobanțului)[20] és a tűzoltók gyakorlótornya volt. 1928-ban neobizánci stílusú, háromszintes épületet emeltek a helyükön, eredetileg az 1851-ben létesült Kereskedelmi Kamara székhelyéül. 1949-ben a Román–Szovjet Baráti Társaság (ARLUS) vette át az épületet, 1965-ben pedig a Megyei Könyvtár.[21]

### Északi oldal
- Az út keleti végén, az úgynevezett Színház téren (Piața Teatrului) áll a Sică Alexandrescu színház; eklektikus stílusú, klasszicista és kubista elemeket ötvöző épület. 1956–1959 között építették fel; egészen addig Brassónak nem volt külön színházépülete. Korábban itt egy magyar református iskola és egy szeretetotthon volt, melyeket 1948-ban lebontottak.[22]

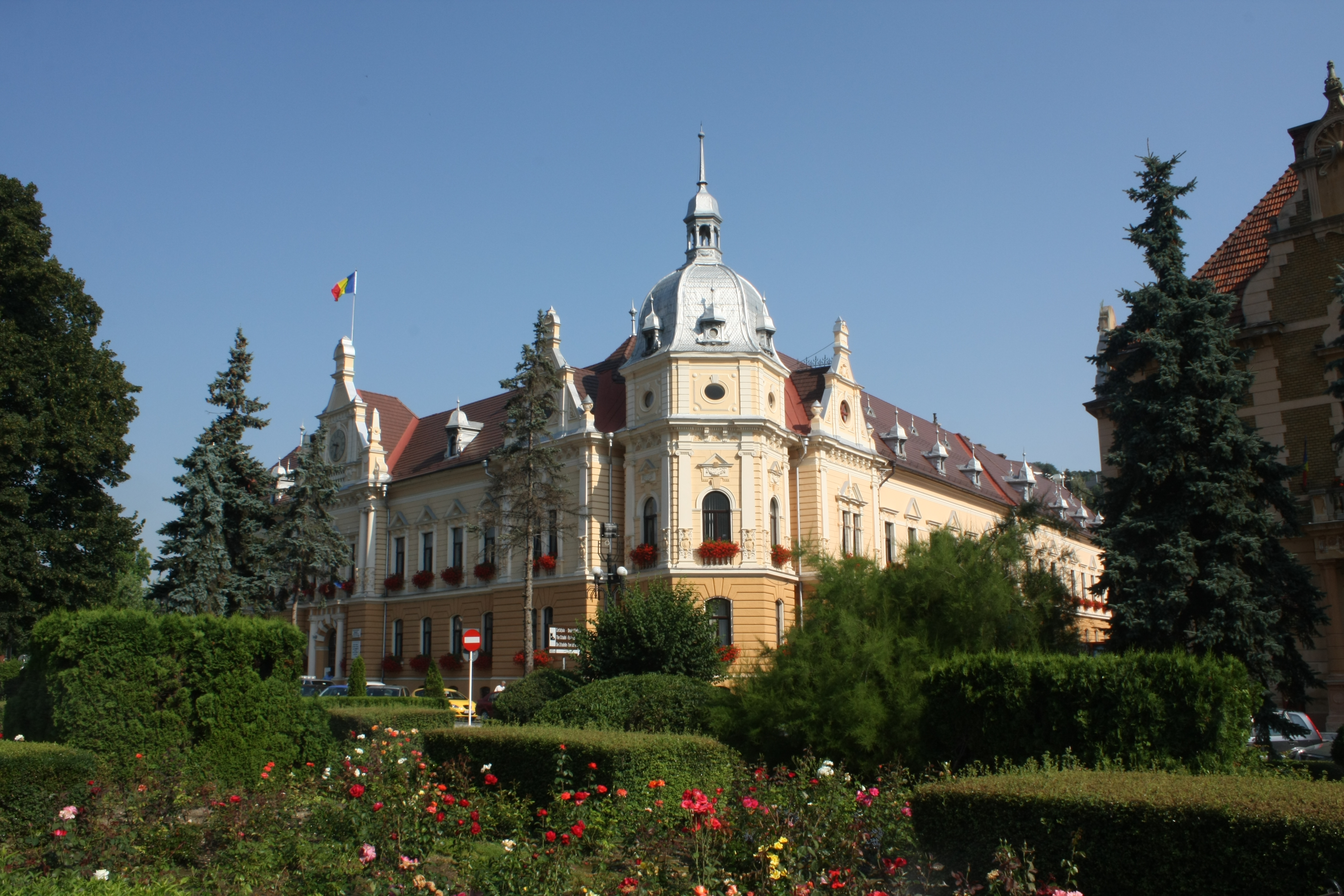
A Városháza

- 2. Római katolikus kápolna, 1712-ben emelték, 1829-ben pedig újjáépítették. A temetőt, melyhez a kápolna tartozott, 1688-ban hozták létre, és közel három évszázadig használták. A hatalomra került román kommunisták 1956-ban megtiltották a további temetkezést, majd 1987-ben felszámolták a temetőt, a síremlékek nagy részét elpusztították, a temetőkeresztet összetörték. A kápolnát kegyeleti okokból meghagyták, és ma a színház melletti kis park része.[8][23]
- Az 1989-es forradalom hőseinek temetője. Kisméretű, gondozott park emlékművel, ahol több, mint 30 áldozat van eltemetve. A forradalom Brassóban száznál is több életet követelt, és további 340 ember sebesült meg.[24]
- Postapalota, 1906-ban épült a Magyar Királyi Posta számára, lezárva az Alsó sétatér végén található teret. Eklektikus stílusú, budapesti ízlést idéző épület, alaprajza A alakú. Az 1970-es években egyik szárnyát 15 méterrel hosszabbították, azonban stílusát megőrizték. Máig postahivatalként szolgál.[10][11]
- 8. Az új Városháza. 1897–1898 között épült mint Magyar Királyi Pénzügyi Palota a századforduló Budapestjére jellemző eklektikus stílusban. Nagyméretű, sőt az akkori időkben túlméretezettnek számító épület (ekkor Brassónak még csak 30 000 lakosa volt). Az 1940-es években ideköltözött a polgármesteri hivatal, ugyanis az addig használt Kapu utcai épület túl kicsinek bizonyult számára.[10]
- Nicolae Titulescu park. A Fellegvár-domb alatti nagy, beépítetlen teret egészen az 1920-as évekig piacként, rakodóhelyként használták. Egy nagyméretű városi park létrehozását már Karl Ernst Schnell szász polgármester is tervezte (Schloßbergplatz), azonban a megvalósításra csak 1931-ben, Cuteanu polgármester idejében került sor.[25] Elnevezése, kialakítása többször változott, jelenlegi nevét 1991-től viseli.[26]
- Rezső-park. Az egykori Postarét területén hozták létre 1885-ben, szemben a Nyugdíjpénztár épületével. 1903-ban szökőkutat állítottak benne, melyet bronz lovak, oroszlánok, nimfák díszítettek. Az 1930-as években a parkot megszüntették, a szökőkutat lebontották, és itt építették fel a Hadsereg házát (Casa Armatei). 2007-ben a szökőkutat újból elkészítették és eredeti helyéhez közel helyezték el (egyes források azt állítják, hogy a szökőkút eredetileg a Șaguna líceum előtt volt, azonban ez helytelen; a Șagunánál egy másik kút állt, melynek sorsa ismeretlen).[5]

### Postarét
A régi városokban „postarétnek” nevezték azokat a külvárosi területeket, ahol istállók és legelők voltak a postakocsik, futárok lovainak számára, mellettük pedig fogadók, ahol az átutazók, kalandozók megszállhattak. A brassói Postarét (Livada Poștei, Postwiese) a városerőd északi szögleténél, a mai Rezső körút nyugati végénél (a Kolostor utcai kereszteződésen túl) volt. Már 1775-ben is a postakocsisok lovainak legelőjeként szolgált, jelenleg itt van a helyi autóbuszjáratok többségének végmegállója.

## Műemlékek
Bár az épületek többsége építészetileg értékes és történelmileg jelentős, a romániai műemlékek jegyzékében mindössze négy szerepel.
| Házszám | Kép | Megnevezés                         | Építés dátuma | Műemlék kódja   |
| ------- | --- | ---------------------------------- | ------------- | --------------- |
| 2       |     | Római katolikus kápolna            | 1829          | BV-II-m-B-11299 |
| 29      |     | A Transilvania Egyetem rektorátusa | 1881–1885     | BV-II-m-A-11402 |
| 33      |     | Baiulescu-ház                      | 1888–1889     | BV-II-m-B-11403 |
| 35      |     | A megyei könyvtár épülete          | 1928–1930     | BV-II-m-B-11404 |

Megjegyzendő, hogy a Postapalota is műemlék, azonban azt nem a Rezső körút, hanem a Iorga utca épületeként tartják számon.